# Pinchote
Pinchote  es un municipio colombiano ubicado en el departamento de Santander. Forma parte de la provincia de Guanentá.

## Geografía
El municipio se encuentra en el sector central oriental del departamento de Santander, sobre la vía que de Bucaramanga conduce a Santa Fe de Bogotá. Dista de San Gil, capital de la provincia de Guanentá, 5 km; de Socorro, capital de la provincia comunera, 18 km, y de Bucaramanga, 107 km. Posee una extensión de 62 km, con una topografía bastante montañosa, y el 5% pertenece al perímetro urbano.
Sus límites se hallan demarcados por el norte con San Gil; por el oriente con el Páramo; por el occidente con San Gil y Cabrera, y por el sur con el Socorro.
Cuenta con un área total de 53.81 km² y se encuentra ubicado entre los pisos térmicos, cálido húmedo y templado húmedo, cuya temperatura oscila entre los 18 y los 24 °C, a una altura entre 600 y 1800 m s. n. m.; su casco urbano se encuentra a una altitud de 1.131 m s. n. m. Su ubicación espacial se encuentra a una latitud de 6°32´ norte y a una longitud de 73° 11´ oeste.

## Historia
El municipio de Pinchote tiene una larga historia, desde cuando se denominaba "el sitio de Pinchote" hecho este que se evidencia en la cartografía levantada tras la visita de Moreno y Escandón

## Sitios de interés
- EL TEMPLO PARROQUIAL: Es una construcción de estilo colonial, empezada desde 1784 y terminada completamente hacia 1940; dada su sencillez y ambiente tranquilo es apreciada para la oración y meditación.
- CASA NATAL DE ANTONIA SANTOS: Considerada como una de las casas mejor conservadas de la época colonial en el municipio, ostenta el título de ser la casa natal de la heroína de la independencia y único centro cultural en donde el visitante puede vivir un viaje al pasado a través del recorrido ancestral y el relato mágico.
- CASA CONSISTORIAL: Es una magnífica construcción de dos plantas que sirve como palacio municipal.

## Personajes
- Antonia Santos; heroína de la independencia de Colombia. Colaboró con la causa libertadora ayudando con dinero y pasando información sobre los movimientos realistas en la región. "Antes de que termine este año, la tierra granadina será libre; yo moriré, pero ustedes lo verán".
- María Concepción Hernández: Joven Pinchotana, de porte elegante y agraciado, en una de las visitas del libertador Simón Bolívar al Socorro, él se prenda de su belleza y la pide en matrimonio. La jovencita contestó: "Dichosa sería su esclava, más no su esposa, porque no hay mujer en América que sea digna de ser la esposa del libertador".
- Nepomuceno Plata: Capitán, muerto en combate en Barinas (Venezuela) el 2 de noviembre de 1813.
- José Joaquín Chacón: Teniente coronel del ejército patriota, Fusilado el 8 de noviembre de 1816 durante el régimen del terror en Santa Fe de Bogotá.
- Fernando Agüero: oficial patriota fusilado en Socorro el 4 de agosto de 1818.
- José Antonio Amaya: Cura que desde el púlpito y en el mismo atrio de la catedral, en la plaza de Bolívar, en Santa Fe, arengaba al pueblo buscando la emancipación del yugo español; junto con el grupo de independentistas, firmó el acta de independencia el 20 de julio de 1810.
- Elvira Moreno de Cristancho: Nacida en el seno de una familia de pedagogos, dedicó su vida a la educación en diferentes veredas de municipios de Santander: San José de Suaita, Piedecuesta, Jesusmaria, Cantabara en Curiti, Cincomil en Hato, Hato viejo y Pinchote. Por su carisma y dedicación a su labor, de la cual muchos de sus alumnos se convirtieron en profesores, se le llama "MAESTRA DE MAESTROS". (1920-2004)
- Eliseo Quintero Duran: de las aulas de la maestra de maestros, este personaje lideró algunos procesos importantes en el desarrollo del pueblo; construcción del acueducto municipal y fundación del Colegio Integrado Pedro Sanos (1977).